# ترسمیر
ترسمیر (به انگلیسی: Tresmeer) یک محله مدنی و روستا در بریتانیا است که در کورن‌وال واقع شده‌است. ترسمیر ۲۷۱ نفر جمعیت دارد.